# Castellana Sicula
Castellana Sicula (sicilià Castiddana) és un municipi italià, dins de la ciutat metropolitana de Palerm. L'any 2007 tenia 3.677 habitants. Limita amb els municipis de Petralia Sottana, Polizzi Generosa i Villalba (CL).

## Administració
| Període | Identitat          | Partit        |
| ------- | ------------------ | ------------- |
| 2008-   | Giuseppe Intrivici | Llista cívica |